# Sonnac (Charente-Maritime)
Sonnac is een gemeente in het Franse departement Charente-Maritime (regio Nouvelle-Aquitaine) en telt 540 inwoners (1999). De plaats maakt deel uit van het arrondissement Saint-Jean-d'Angély.

## Geografie
De oppervlakte van Sonnac bedraagt 17,3 km², de bevolkingsdichtheid is 31,2 inwoners per km².
De onderstaande kaart toont de ligging van Sonnac (Charente-Maritime) met de belangrijkste infrastructuur en aangrenzende gemeenten.

## Demografie
Onderstaande figuur toont het verloop van het inwonertal (bron: INSEE-tellingen).